# 10146 Mukaitadashi
10146 Mukaitadashi eller 1994 CV1 är en asteroid i huvudbältet som upptäcktes den 8 februari 1994 av de båda japanska astronomerna Kazuro Watanabe och Kin Endate vid Kitami-observatoriet. Den är uppkallad efter astronomen Tadashi Mukai.
Asteroiden har en diameter på ungefär 10 kilometer.